# Hipermnésia
Hipermnésia é um fenômeno da memória no qual lembranças casuais são evocadas com mais vivacidade e exatidão que normalmente, ou quando se recordam particularidades que comumente não surgem na consciência.
A hipermnésia pode ocorrer em alguns estados orgânicos, como é o caso das afecções febris toxi-infecciosas. Nesses casos podem aparecer lembranças da juventude ou da infância ou de fatos de cuja existência a pessoa nem sequer tinha mais consciência. Também pode haver hipermnésia por estimulação hipnótica, em que recordações de particularidades muito complicadas são revividas com exatidão.
Na hipermnésia não há um verdadeiro aumento da memória. O que se observa é, na realidade, uma maior facilidade na evocação dos elementos mnêmicos, normalmente limitados a períodos específicos ou a eventualidades específicas ou, ainda, a experiências revestidas de forte carga afetiva do sujeito.